# El fabricant de colors retirat
El fabricant de colors retirat (anglès: The Adventure of the Retired Colourman) (1926), un dels 56 contes de Sherlock Holmes escrits per l'autor britànic Sir Arthur Conan Doyle, és un dels 12 contes del cicle recollits com L'arxiu de Sherlock Holmes.

## Trama
Sherlock Holmes és contractat per un comerciant de material d'art jubilat de Lewisham, Josiah Amberley, per investigar la desaparició de la seva jove dona. Ha marxat amb un veí, el doctor Ray Ernest, agafant-se una quantitat considerable d'efectiu i valors. Amberley vol que els dos siguin localitzats.
Holmes està massa ocupat amb un altre cas en aquest moment, així que envia el doctor Watson a Lewisham per observar el que pot, tot i que Watson és molt conscient que això és més la província de Holmes. Fa tot el possible, observant que l'Amberley està ocupat pintant la seva casa, cosa que sembla una mica estranya. Fins i tot veu l'entrada del teatre no utilitzada de la dona d'Amberley; ella i el seu jove van desaparèixer mentre Amberley anava sol al teatre després que la seva dona es queixés d'un mal de cap. Watson anota el número de seient.
Watson també veu la cambra d'Amberley de la qual la seva dona havia pres els objectes de valor. Ella, pel que sembla, tenia una clau pròpia. Es troba amb una gandula amb un aspecte força militar al carrer, i més tard l'observa corrent per agafar el tren a l'estació de Blackheath mentre torna al 221B de Baker Street. Holmes reconeix la descripció; és el seu rival en la detecció, Barker. Més tard resulta que la família de Ray Ernest l'ha contractat per trobar el metge desaparegut.
Una sèrie de coses més sobre Amberley són òbvies. És un avar, i com a tal és un home bastant gelós. És un àvid jugador d'escacs (de fet, també ho és l'Ernest, que és com es van conèixer), suggerint a Holmes que també té una ment intrigant.
Holmes sospita d'alguna cosa i, per tant, envia a Watson i Amberley a un encàrrec sense sentit al poble remot de Little Purlington, prop de Frinton a Essex, només per mantenir l'Amberley fora del camí mentre Holmes entra a casa seva per investigar-ho. És "atrapat" per Barker, però decideixen treballar junts.
Arriben a una conclusió, i més tard Holmes s'enfronta a Amberley amb la dramàtica pregunta "Què vau fer amb els cossos?" Holmes maltracta l'Amberley just a temps per evitar que prengui una píndola de verí. Amberley és evidentment culpable.
Holmes explica com va arribar a la seva conclusió. La coartada d'Amberley es va trencar quan Holmes va descobrir que el seu seient al Haymarket Theatre no havia estat ocupat la nit en qüestió, el seu número es va deduir del bitllet que Watson havia vist. A més, la pintura era una pista. Holmes es va adonar que s'estava fent per emmascarar una olor, i aviat va descobrir què era: gas. Va trobar una canonada de gas que conduïa a la sala forta amb una aixeta a l'exterior. Amberley havia atret la seva dona i el seu amant —per això ell havia cregut que era el doctor Ernest— a la cambra forta, els va tancar i va encendre el gas, matant-los per gelosia. Simplement havia amagat els objectes de valor "robats" en algun lloc. Amb un llapis indeleble , una de les víctimes va escriure "Nosaltres...", potser vol dir escriure "Ens van assassinar". Amberley aparentment no s'havia adonat d'això, i va contractar Holmes per "pura ilusió", creient que ningú el descobriria mai.
Els cossos es troben en un pou en desús del jardí, amagat sota una gossera, just on Holmes va suggerir que la policia mirés. Holmes creu que l'Amberley probablement acabarà a Broadmoor en comptes de ser al patíbul, a causa del seu estat mental.

## Historial de publicacions
"The Adventure of the Retired Colourman" es va publicar per primera vegada als Estats Units a Liberty el desembre de 1926. Es va publicar al Regne Unit a The Strand Magazine el gener de 1927. La història es va publicar amb quatre il·lustracions de Frederic Dorr Steele a Liberty, i amb cinc il·lustracions de Frank Wiles a The Strand. Va ser inclòs a L'arxiu de Sherlock Holmes, una col·lecció de contes publicades al Regne Unit i als EUA el juny de 1927.

## Adaptacions

### Ràdio
La història va ser adaptada per Edith Meiser l'any 1931 com a episodi de la sèrie de ràdio nord-americana The Adventures of Sherlock Holmes. Es va emetre el 6 d'abril de 1931, amb Richard Gordon com Sherlock Holmes i Leigh Lovell com el Dr Watson.
Meiser també va ser escriptora de la sèrie de ràdio nord-americana The New Adventures of Sherlock Holmes, que va emetre dos episodis basats en la història, l'11 de març de 1940 i el 3 de setembre de 1943 respectivament. Basil Rathbone va interpretar Holmes i Nigel Bruce va interpretar Watson.
Una adaptació radiofònica de Michael Hardwick de "The Retired Colourman" es va emetre el 1964 al BBC Light Program, com a part de la sèrie de ràdio 1952–1969 protagonitzada per Carleton Hobbs com Sherlock Holmes i Norman Shelley com el Dr Watson.
"The Retired Colourman" va ser dramatitzat per a la BBC Radio 4 el 1994 per Bert Coules com a part de la sèrie de ràdio 1989–1998 protagonitzada per Clive Merrison com Holmes i Michael Williams com Watson. Va comptar amb Stephen Thorne com l'inspector Lestrade, George Cole com Josiah Amberley i Natasha Pyne com la senyora Amberley. En aquesta versió, es dona a entendre que Holmes s'ha retirat i ha abandonat Baker Street sense cerimònia immediatament després, sentint que ha perdut un pas i que és "hora per al país, i per a la solitud, i per al pensament i per a les meves abelles."
El 2009, la història va ser adaptada per a la ràdio per MJ Elliott com a episodi de The Classic Adventures of Sherlock Holmes, una sèrie del programa de ràdio nord-americà Imagination Theatre, amb John Patrick Lowrie com a Holmes i Lawrence Albert com a Watson.

### Televisió
La història va ser adaptada com a episodi de la sèrie de televisió de la BBC de 1965 Sherlock Holmes protagonitzada per Douglas Wilmer com Holmes, Nigel Stock com Watson i Maurice Denham com Josiah Amberley. L'única diferència és que l'inspector Mackinnon és substituït per l'inspector Lestrade (Peter Madden).